# Федун, Пётр Николаевич
Пётр Николаевич Федун (укр. Петро́ Миколайович Феду́н; 24 февраля 1919, с. Шнырев, Западно-Украинская Народная Республика (ныне Золочевский район, Львовская область Украины) — 23 декабря 1951, с. Вишнев, Станиславская область) — украинский военный и политический деятель, один из главных авторов работ и идеологов УПА, руководитель Главного центра пропаганды Провода ОУН, заместитель председателя генерального секретариата Украинского главного освободительного совета (рады) (УГОС), начальник политико-воспитательного отдела Главного военного штаба УПА, майор, редактор. Псевдоним — Петро Полтава. Использовал также псевдонимы: «Волянский», «Север», «Зенон», «П. Савчук». Сторонник идеи ведения вооружённой борьбы против СССР как единственного средства самосохранения нации.

## Биография
С середины 1930-х годов участвовал в деятельности организации украинских националистов. В 1938 окончил Бродовскую гимназию. После присоединения Западной Украины к СССР, в 1940 был мобилизован в Красную Армию. Участвовал в советско-финской войне 1939—1940. В начале Великой Отечественной войны в 1941 попал в немецкий плен, но вскоре благодаря хорошему знанию немецкого языка был освобождён. Вернулся домой. В 1942—1944 учился на медицинском факультете Львовского университета.
В 1942—1943 — один из организаторов и руководителей юношеского отделения ОУН, редактировал подпольное издание «Юноша» (1942—1943). В 1944—1946 возглавлял политотдел Краевого Военного Штаба УПА-Запад, в 1946—1949 — начальник политико-воспитательного отдела Главного военного штаба Украинской повстанческой армии. В 1946—1951 — руководитель бюро информации Украинского Главного Освободительного Совета (член Украинской главной освободительной рады (совета) с 1950). В 1950—1951 — заместитель председателя Генерального Секретариата УГОС (подпольное правительство) на Украине.
В 1948—1951 входил в состав Провода Организации Украинских Националистов. Будучи в чине майора УПА, участвовал в боях против советских отрядов НКВД в Галичине. Погиб во время одного из боев зимой 1951. Автор публицистических статей в подпольной прессе. Труды Полтавы-Федуна в 1959 были переизданы в Мюнхене — «Сборник подпольной литературы».
Главным трудом Петра Федуна является пропагандистская брошюра «Кто такие бандеровцы и за что они борются», в которой Федун отрицал факты сотрудничества украинских националистов с немецко-нацистскими захватчиками и утверждал, что ОУН стремится просто добиться признания независимости Украины и преобразования СССР в конфедерацию равноправных республик. Критики считают, что эта агитка была специально напечатана в рамках пропагандистской программы «Орлик», предусматривавшей пропаганду ОУН на востоке и юге УССР, а следовательно, тезисы этой агитки являются абсолютной ложью.

## Избранная публицистика
- Концепция самостийной (самостоятельной) Украины и основная тенденция политического развития современного мира, 1947
- Элемент революционности украинского национализма
- Кто такие бандеровцы, за что они борются
- За что борется УПА
- Обращение воюющей Украины
- Украина погибает … Кто в этом виноват?
- Предпосылки распространения нашего движения в условиях большевистского СССР (1947)
- Непосредственно за что ведем свой бой (1949)
- О нашем плане борьбы за освобождение Украины в сегодняшней обстановке (1950)
- Подготовка к третьей мировой войне и задачи украинского народа (1951)
- Почему СССР должен быть перестроен на принципах независимых национальных государств всех подсоветских народов? (1948)

## Награды
Майор УПА П. Полтава был посмертно награждён золотым крестом заслуги (1952) и отдельной медалью «За борьбу в особо тяжелых условиях».

## Память
- Именем П. Полтавы-Федуна названы улицы во Львове и ряде городов Западной Украины.
- В г. Броды ему установлен памятник.